# Nederlands Film Festival 2020
Het 40ste Nederlands Film Festival vond plaats in Utrecht van 25 september tot en met 3 oktober 2020. De nominaties werden bekendgemaakt door 28 september en op 2 oktober vond de uitreiking van de Gouden Kalveren plaats in de Stadsschouwburg Utrecht.

## Winnaars en genomineerden

### Academy
| Beste Film | Beste Regie |
| --- | --- |
| - Buladó - De beentjes van Sint-Hildegard - Bumperkleef - Kapsalon Romy - Mi vida                                                                    | - Mischa Kamp – Kapsalon Romy - Lodewijk Crijns – Bumperkleef - Elbert van Strien – Marionette                                                                                            |
| Beste Acteur | Beste Actrice |
| - Shahine El-Hamus – De belofte van Pisa - Marwan Kenzari – Instinct - Jonas Smulders – Paradise Drifters                                            | - Beppie Melissen – Kapsalon Romy - Carice van Houten – Instinct - Loes Luca – Mi vida |
| Beste Mannelijke Bijrol | Beste Vrouwelijke Bijrol |
| - Bilal Wahib – Paradise Drifters - Thor Braun – De belofte van Pisa - Michiel Romeyn – Wat Is Dan Liefde                                            | - Noortje Herlaar – Kapsalon Romy - Aiko Beemsterboer – Wat Is Dan Liefde - Anneke Blok – Wat Is Dan Liefde                                                                               |
| Beste Scenario | Beste Production Design |
| - Tamara Bos – Kapsalon Romy - Herman Finkers – De beentjes van Sint-Hildegard - Esther Gerritsen, Halina Reijn – Instinct - Roos Ouwehand – Mi vida | - Anne Winterink – Marionette - Romke Faber – Porselein - Vincent de Pater – De Vogelwachter                                                                                              |
| Beste Camera | Beste Montage |
| - Myrthe Mosterman – Goud - Bert Pot – Bumperkleef - Jasper Wolf – Paradise Drifters                                                                 | - Ruben van der Hammen – Ze noemen me Baboe - Bas Icke – De beentjes van Sint-Hildegard - Wouter Jansen – De belofte van Pisa                                                             |
| Beste Muziek | Beste Sound Design |
| - Rui Reis Maia, Jasper Boeke, Diederik Rijpstra – De belofte van Pisa - Bram Meindersma – Allen Tegen Allen - Steve Willaert – Bumperkleef          | - Marco Vermaas – Bumperkleef - Marco Vermaas – Marionette - Herman Pieëte – De Vogelwachter                                                                                              |
| Beste Costume Design | Beste Lange Documentaire |
| - Alette Kraan – Mi vida - Manon Blom – Goud - Bho Roosterman – Penoza: The Final Chapter                                                            | - Ze noemen me Baboe – Sandra Beerends - Lamentations of Judas – Boris Gerrets (postuum) - Mijn Rembrandt – Oeke Hoogendijk - Rotjochies – Maasja Ooms - Sidik en de panter – Reber Dosky |

### Gouden Kalveren Jury
| Beste Korte Documentaire | Beste Korte Film |
| --- | --- |
| - Carrousel – Marina Meijer - Artemis: het oneindige kwartet – Hester Overmars - Personae – Maartje Bakers                       | - See Me – Patty Stenger, Yvonne Kroese - Marlon Brando – Vincent Tilanus - Watamula – Kevin Osepa                                                         |
| Beste Acteur Televisiedrama | Beste Actrice Televisiedrama |
| - Ramsey Nasr – I.M. - Shahine El-Hamus – Lieve Mama - Jan-Paul Buijs – TreurTeevee 2                                            | - Halina Reijn – Red Light - Hanna van Vliet – ANNE+ 2 - Carice van Houten – Red Light                                                                     |
| Beste Televisiedrama | Beste Interactive |
| - Red Light – Wouter Bouvijn, Anke Blondé - Mocro Maffia 2 – Mustafa Duygulu, Victor D. Ponten - TreurTeevee 2 – Joost van Hezik | - Nerd_Funk: Phase 1 – Ali Eslami, Mamali Shafahi - Inktzwart – Iris van der Meule - Weightless Bricks Act II: Collaboration – Paula Strunden, John Cruwys |